# Nicágoras, o Jovem
Nicágoras (em latim: Nicagoras) foi um ateniense do século V. É citado em 17 de abril de 485, à época do falecimento de Proclo, quando serviu como arconte em Atenas. É o último arconte ateniense conhecido. É descrito nas fontes como "Júnior", implicando que havia um "Nicágoras, o Velho", cuja identidade é desconhecida. Talvez descenda do neoplatônico homônimo.